# نووسمنکینو
نووسمنکینو (به لاتین: Novosemenkino) یک منطقهٔ مسکونی در روسیه است که در باشقیرستان واقع شده‌است.